# Landesverräter
Landesverräter ist eine Schweizer Filmproduktion. Der Film befasst sich mit der Erschiessung des Landesverräters Ernst Schrämli und dessen Vorgeschichte. Die Sprache ist mehrheitlich Schweizerdeutsch. Der Film wurde vorwiegend in der Ostschweiz gedreht.

## Inhalt
Ernst Schrämli gilt als Herumtreiber oder ist in den Worten des Regisseurs und Drehbuchautors Krummenacher eine «zerrissene Figur».
Anlässlich einer von Nationalsozialisten offerierten Veranstaltung fällt Schrämli einem deutschen Agenten auf und wird von diesem manipuliert, bis Schrämli meint, sein neuer Bekannter (Fabian Hinrichs) könne ihm eine Sänger-Karriere in Deutschland ermöglichen. Um das benötigte Visum zu erhalten, übergibt ihm Schrämli selber gezeichnete Karten und Artillerie-Granaten.
Er wird vom Militärgericht zum Tode verurteilt, obschon – wie im Film auch von seinem ehemaligen Vormund Graf gesagt wird – jene Granaten den Deutschen auch verkauft wurden und damit keineswegs unbekannt waren, womit kein Geheimnisverrat vorgelegen habe.

## Erscheinen und Umsetzung
Kinostart in der Schweiz war am 24. Oktober 2024.
Michael Krummenacher war während der Recherche «schockiert darüber, wie ungestört und offiziell die Nazis in der Schweiz wirken konnten». Auch die Schweiz sei – wie Schrämli – «auf die eine oder andere Weise einen Pakt mit den Nationalsozialisten eingegangen», die Schweiz habe für ihn klar sympathisiert mit den Nazis. Krummenacher sieht darin ein auch noch zum Erscheinen des Films erkennbares Handlungsmuster der Schweiz, welche vorgeblich unter der Massgabe der Neutralität Entscheidungen treffe und Geschäfte mache, die nur bedingt mit Neutralität oder einer solidarischen Haltung zur internationalen Gemeinschaft vereinbar seien.
Der Film lehnt sich an die These Meienbergs an, wonach Schrämli ein Bauernopfer der offiziellen Schweiz war, die zeigen wollte, dass die Zusammenarbeit mit dem Deutschen Reich hart bestraft wird. Laut Beobachter hatte die Schweizer Armee dem damaligen Gericht geschrieben, die Granaten seien den Deutschen «bereits bekannt», es handelte sich somit um Soll-Geheimnisse, wobei die rein technische Auffassung der Kriegstechnischen Abteilung über das Geheimnis für das Divisionsgericht nicht bindend war. Schrämli hatte für seine Tätigkeit umgerechnet auf den Geldwert im Jahr 2024 etwa 5000 Franken erhalten. In einer Arbeit des Historikers Jonas Stöckli kam dieser zum Schluss, dass Schrämli eines der Beispiele für Klassenjustiz war.

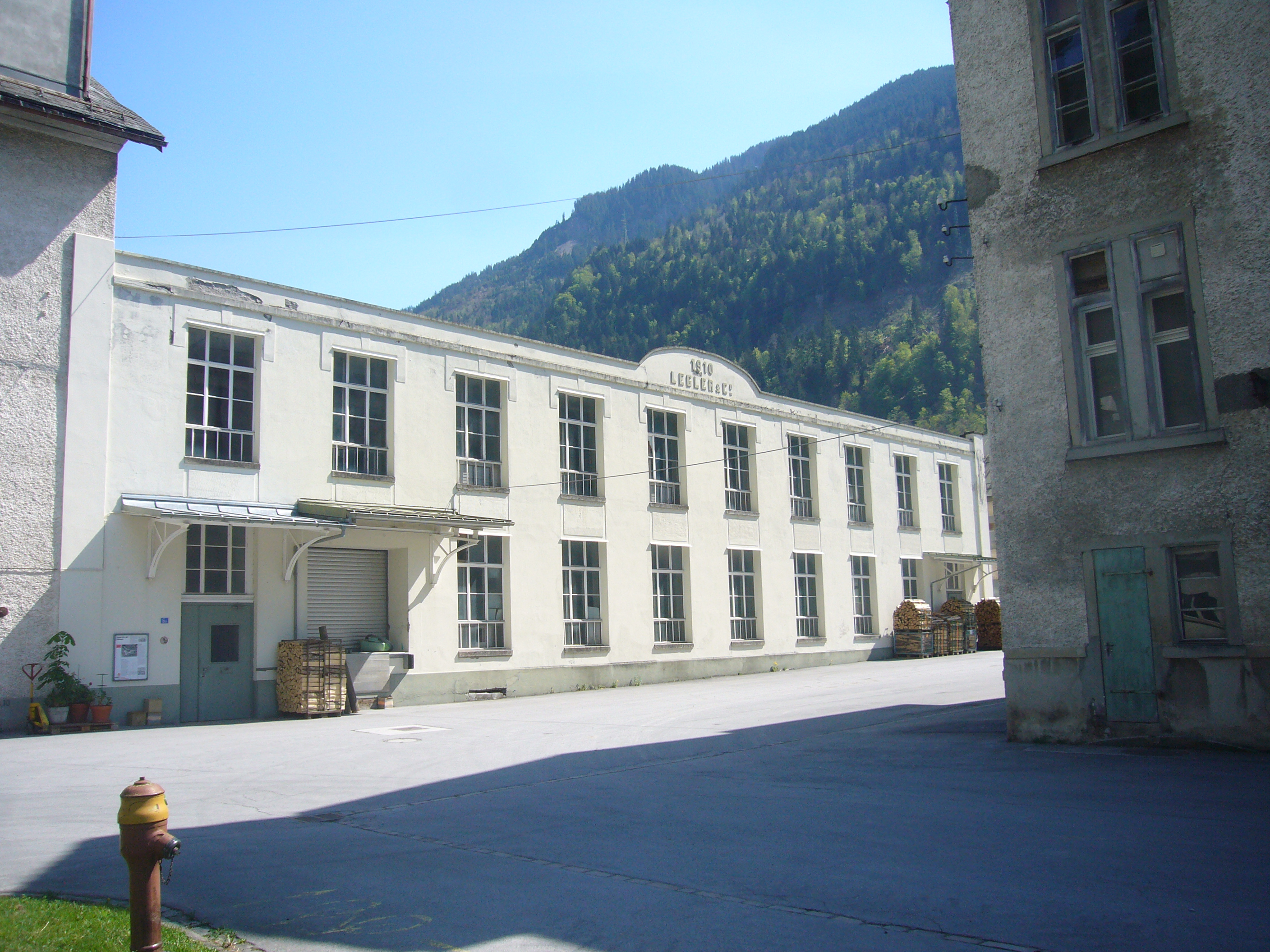
Drehort Fabrik von Legler & Co in Diesbach

Für den Hauptdarsteller war – vergeblich – «jeder männliche Schauspieler des Landes gecastet» worden, so die NZZ. Der Neuling Dimitri Krebs lernte vor den Dreharbeiten einige Wochen Method Acting in London und erhielt Gesangsunterricht. Angefragt worden war er, weil er mit dem Komponisten der Filmmusik bekannt war.
Die Dreharbeiten für die Szenen Schrämlis in der Stadt St. Gallen fanden in Lichtensteig statt, die der Militärszenen auf dem Rossboden in Chur. Fabrikszenen wurden in Diesbach im Glarnerland bei der Fabrik von Legler & Co gedreht.

### Biografie Ernst Schrämlis
Ernst Schrämli wurde am 8. September 1919 in St. Gallen als jüngstes Kind einer elfköpfigen Arbeiterfamilie geboren. Als er im Teenager-Alter seine Mutter verlor, suchte sein Vater für ihn einen Heimplatz. Schrämli war später Hilfsarbeiter, Ausläufer, Vertreter und wohnte 1942 bei einer Schlummermutter an der Zeughausgasse in St. Gallen. 
In seiner Jugend hatte er nach dem Diebstahl eines Velos einen Vormund erhalten und landete im Erziehungsheim.
August und September 1936 und vom Januar bis Juni 1937 verbrachte Schrämli im freiwilligen Arbeitsdienst auf der Alpe Cadonico (Prato) und in Carona im Tessin.
Schrämli spielte Trompete, ab 1936 war er Mitglied der Musikgesellschaft Abtwil-St. Josefen. Er nahm zudem Gesangsstunden, laut SRF gab er «seine letzten Rappen» dafür aus. Laut NZZ sang er ein Jahr vor seinem Tod im ersten Tenor im Chor des Stadttheaters St. Gallen. Zuvor dürfte ein Mitwirken im Chor während des Aktivdienstes in der Armee kaum möglich gewesen sein. In der Spielzeit 1941/42 führte das Theater Franz Lehárs Operette Das Land des Lächelns auf, bei welchem Schrämli wohl mitwirkte, bei weiteren sechs Produktionen wäre eine Mitwirkung möglich gewesen. Am Theater St. Gallen gab es auch nach dem Abgang des offen hitlerfreundlichen Direktors Theo Modes 1938 noch «nationalsozialistisch gesinnte Ausländer», deren Einfluss für die Handlungen Schrämlis jedoch unbekannt ist. Laut dem St.Galler Alt-Stadtarchivar Ernst Ziegler war Schrämli kein Nazi-Anhänger wie andere Landesverräter.
Im Militär war Schrämli Fahrer in einer Feld-Kanonen-Batterie. Er leistete ab November 1939 bis September 1941 rund ein Jahr Aktivdienst. Im September 1941 wurde er aus dem Militärdienst entlassen.
Im Januar 1942 wurde er aufgrund einer Aussage eines Zimmernachbarn bei seiner Schlummermutter festgenommen. Nach dem Verdikt des Divisionsgerichts 7a reichte Schrämlis amtlicher Verteidiger am 18. Oktober 1942 ein Gesuch um Begnadigung ein, das von der Bundesversammlung mit 176 gegen 36 Stimmen abgelehnt wurde. Die Hinrichtung fand am 10. November 1942 gegen Mitternacht zwischen Oberuzwil und Jonschwil statt. Laut Ziegler erhielt die Trauerfamilie eine einzige Beileidskarte, jene eines Gefangenenwärters, welcher Schrämli während 10 Monaten im Gefängnis kennen gelernt hatte. Für einen Landesverräter war offensichtlich kein Grabstein oder Kreuz zulässig, weshalb Schrämli auf dem Friedhof Feldli in einem namenlosen Grab beerdigt worden sei.

## Rezensionen
Eine Besonderheit des Films ist, dass das Ende den Zuschauern bekannt ist; viele Rezensionen erwähnen darum die künstlerische Lösung im Film mit einem Gesang, welchen die Hauptfiguren während des Films anstimmen, es entstehe damit «eine Art Klagelied, das sich stetig steigert, ehe es vor Ernsts Exekution zum grimmigen Choral anschwillt» (Tele), ein «singendes Wehklagen». «Die Bilder dieser kaputten Gesellschaft, gefilmt in den Strassen des malerischen Lichtensteig», blieben haften (NZZ). Die Kritikerin auf Cineman stellte fest, dass es dem Zuschauer nicht gelinge, sich mit Schrämli zu verbinden, da seine Charakterisierung zwischen Gutgläubigkeit und Berechnung hin und her schwanke, outnow moniert, aus einer verheissungsvollen Ausgangslage sei nicht das Optimum herausgeholt worden. Auf SRF wurde geschrieben, der Landesverräter werde «in all seiner Widersprüchlichkeit und Vielschichtigkeit gezeigt, wird aber gerade deshalb bis zum Schluss nie ganz nachvollziehbar».